# Стрельба из лука на летних Олимпийских играх 2012 — квалификация
В соревнованиях по стрельбе из лука на летних Олимпийских играх 2012 смогли принять участие 128 спортсменов, которые соревновались за 4 комплекта наград. Каждая страна могла быть представлена не более чем одной командой и тремя спортсменами в индивидуальных соревнованиях или одним спортсменом в индивидуальных соревнованиях.

## Распределение квот
Квоты были распределены согласно этим схемам:
Командные соревнования
| Способ отбора                             | Квота | Мужчины                                                                          | Женщины                                                                        |
| ----------------------------------------- | ----- | -------------------------------------------------------------------------------- | ------------------------------------------------------------------------------ |
| Чемпионат мира 2011                       | 8     | Республика Корея · Мексика · США · Украина · Китай · Италия · Франция · Малайзия | Республика Корея · Дания · Индия · Тайвань · Россия · Китай · Украина · Италия |
| Мировой командный квалификационный турнир | 3     |                                                                                  |                                                                                |
| Принимающая страна                        | 1     | Великобритания                                                                   | Великобритания                                                                 |

Индивидуальные соревнования
| Способ отбора                                        | Способ отбора                                        | Квота          | Мужчины                                                                                           | Женщины                                                                                         |
| ---------------------------------------------------- | ---------------------------------------------------- | -------------- | ------------------------------------------------------------------------------------------------- | ----------------------------------------------------------------------------------------------- |
| Участники командных соревнований                     | Участники командных соревнований                     | По 3 от страны | Республика Корея · Мексика · США · Украина · Китай · Италия · Великобритания · Франция · Малайзия | Республика Корея · Дания · Индия · Тайвань · Россия · Китай · Великобритания · Украина · Италия |
| Чемпионат мира 2011                                  | Чемпионат мира 2011                                  | 8              | Монголия · Люксембург · Тайвань · Индия · Канада · Норвегия · Япония · Испания                    | Беларусь · Чили · Франция · Грузия · Япония · Польша · КНДР · США                               |
| Континентальные квалификационные турниры             | Азия                                                 | 3              | Иран · Таиланд · Гонконг                                                                          | Индонезия · Монголия · Малайзия                                                                 |
| Континентальные квалификационные турниры             | Америка                                              | 3              |                                                                                                   |                                                                                                 |
| Континентальные квалификационные турниры             | Африка                                               | 2              | Египет · Кот-д’Ивуар                                                                              | Египет · ЮАР                                                                                    |
| Континентальные квалификационные турниры             | Европа                                               | 3              |                                                                                                   |                                                                                                 |
| Континентальные квалификационные турниры             | Океания                                              | 2              | Австралия · Фиджи                                                                                 | Австралия · Самоа                                                                               |
| Мировой индивидуальный квалификационный турнир       | Мировой индивидуальный квалификационный турнир       | 4              |                                                                                                   |                                                                                                 |
| Приглашение трёхсторонней комиссии (МОК, АНОК, FITA) | Приглашение трёхсторонней комиссии (МОК, АНОК, FITA) | 3              |                                                                                                   |                                                                                                 |

Мировой командный квалификационный турнир пройдёт после чемпионата мира и континентальных квалификационных турниров. Если по его итогам место в командных соревнованиях получит страна, ранее получившая одну индивидуальную квоту, то эта квота будет перераспределена на мировой индивидуальном квалификационном турнире.

## Квалифицированные страны
| Страна           | Индивидуальные соревнования | Индивидуальные соревнования | Командные соревнования | Командные соревнования | Всего |
| Страна           | Мужчины                     | Женщины                     | Мужчины                | Женщины                | Всего |
| ---------------- | --------------------------- | --------------------------- | ---------------------- | ---------------------- | ----- |
| Австралия        | 1                           | 1                           |                        |                        | 2     |
| Беларусь         |                             | 1                           |                        |                        | 1     |
| Великобритания   | 3                           | 3                           | X                      | X                      | 6     |
| Гонконг          | 1                           |                             |                        |                        | 1     |
| Грузия           |                             | 1                           |                        |                        | 1     |
| Дания            |                             | 3                           |                        | X                      | 3     |
| Египет           | 1                           | 1                           |                        |                        | 2     |
| Индия            | 1                           | 3                           |                        | X                      | 4     |
| Индонезия        |                             | 1                           |                        |                        | 1     |
| Иран             | 1                           |                             |                        |                        |       |
| Испания          | 1                           |                             |                        |                        | 1     |
| Италия           | 3                           | 3                           | X                      | X                      | 6     |
| Канада           | 1                           |                             |                        |                        | 1     |
| Китай            | 3                           | 3                           | X                      | X                      | 6     |
| КНДР             |                             | 1                           |                        |                        | 1     |
| Кот-д’Ивуар      | 1                           |                             |                        |                        | 1     |
| Люксембург       | 1                           |                             |                        |                        | 1     |
| Малайзия         | 3                           | 1                           | X                      |                        | 4     |
| Мексика          | 3                           |                             | X                      |                        | 3     |
| Монголия         | 1                           | 1                           |                        |                        | 2     |
| Норвегия         | 1                           |                             |                        |                        | 1     |
| Польша           |                             | 1                           |                        |                        | 1     |
| Россия           |                             | 3                           |                        | X                      | 3     |
| Самоа            |                             | 1                           |                        |                        | 1     |
| Таиланд          | 1                           |                             |                        |                        | 1     |
| Тайвань          | 1                           | 3                           |                        | X                      | 4     |
| США              | 3                           | 1                           | X                      |                        | 4     |
| Украина          | 3                           | 3                           | X                      | X                      | 6     |
| Фиджи            | 1                           |                             |                        |                        | 1     |
| Франция          | 3                           | 1                           | X                      |                        | 4     |
| Чили             |                             | 1                           |                        |                        | 1     |
| ЮАР              |                             | 1                           |                        |                        | 1     |
| Республика Корея | 3                           | 3                           | X                      | X                      | 6     |
| Япония           | 1                           | 1                           |                        |                        | 2     |
| Всего: 34        | 42                          | 42                          | 9                      | 9                      | 84    |